# Dupo
Dupo és una població dels Estats Units a l'estat d'Illinois. Segons el cens del 2000, tenia 3.933 habitants.

## Demografia
Segons el cens del 2000, Dupo tenia 3.933 habitants, 1.557 habitatges, i 1.063 famílies. La densitat de població era de 342,8 habitants/km².
Dels 1.557 habitatges en un 32,6% vivien nens de menys de 18 anys, en un 52,9% vivien parelles casades, en un 11% dones solteres, i en un 31,7% no eren unitats familiars. En el 26,1% dels habitatges vivien persones soles, el 10,9% de les quals corresponia a persones de 65 anys o més que vivien soles. El nombre mitjà de persones que vivien en cada habitatge era de 2,53 i el nombre mitjà de persones que vivien en cada família era de 3,04.
Per edats la població es repartia de la següent manera: un 25,2% tenia menys de 18 anys, un 10,7% entre 18 i 24, un 30,5% entre 25 i 44, un 21,4% de 45 a 60 i un 12,1% 65 anys o més.
L'edat mediana era de 35 anys. Per cada 100 dones de 18 o més anys hi havia 92,9 homes.
La renda mediana per habitatge era de 43.036 $ i la renda mediana per família, de 47.000 $. Els homes tenien una renda mediana de 35.529 $ mentre que les dones, de 24.135 $. La renda per capita de la població era de 18.505 $. Aproximadament el 2,9% de les famílies i el 4,3% de la població estaven per davall del llindar de pobresa.

## Poblacions properes
El següent diagrama mostra les poblacions més properes.